# Saarinenova
Saarinenova je ulice v Hloubětíně na Praze 9, která prochází rezidenční čtvrtí Suomi Hloubětín. Spojuje ulici Na Obrátce s křižovatkou ulic Laponská a Waltariho. Z jihu do ní ústí ulice Revellova a ze severu Granitova. Ve východním úseku nedaleko Vozovny Hloubětín ulici protíná tramvajová trať. Má přibližný západovýchodní průběh a je esovitě prohnutá.

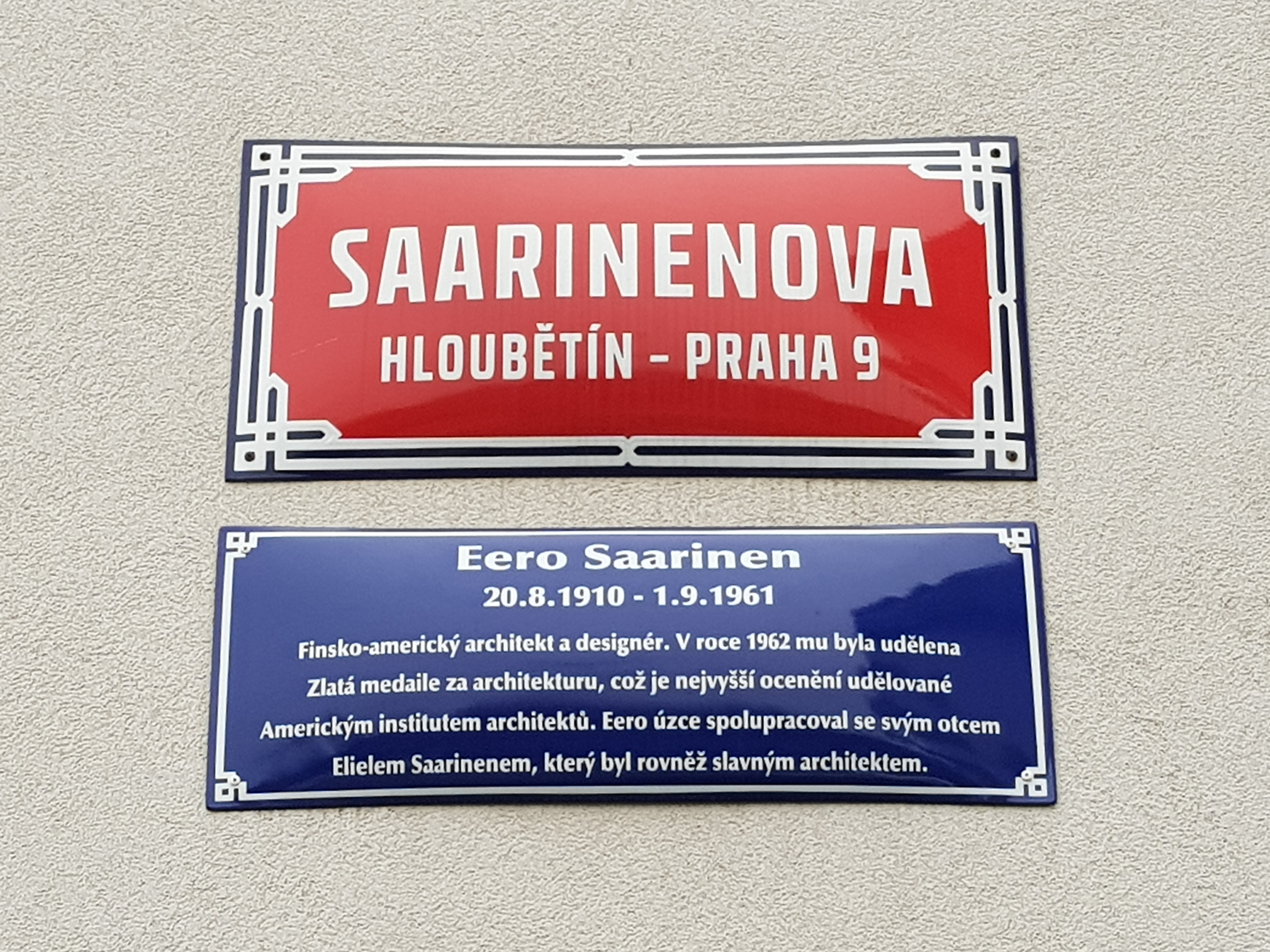
Červená uliční cedule a modrá cedule s doplňujícími informacemi o architektovi

Nově vzniklá ulice byla pojmenována v roce 2018 podle finského architekta a designera Eera Saarinena (1910–1961). Své
dílo vytvořil převážně v USA. K jeho nejslavnějším stavbám patří památník Gateway Arch (Jefferson National Expansion Memorial) v St. Louis v Missouri či terminál TWA na letišti Johna F. Kennedyho. V rezidenční čtvrti Suomi Hloubětín mají (nejen) veřejná prostranství společného jmenovatele, a sice Finsko. Do stejné skupiny názvů ulic, které připomínají finské osobnosti a oblasti, patří i Laponská, Granitova a Revellova.
Ve 20. letech 20. století v této oblasti na jih od Kolbenovy vznikla nouzová kolonie Čína nebo také V Číně, případně Indočína a následně ještě jižněji zahrádkářská osada Rajská zahrada. Některé domky zde stály ještě v 70. letech 20. století. Ulici protíná trasa bývalé železniční vlečky ČKD, v okolí býval brownfield. Na severní straně západního úseku jsou bytové domy projektu Suomi Hloubětín, a sice 4. etapy Lahti a 1. etapy Espoo, na jižní straně jsou domy 3. etapy Turku a 2. etapy Oulu. Kolem východního úseku je zeleň. Na ulici naváže cyklostezka.
Z ulice je po schodech a po rampě přístup na tramvajovou zastávku Vozovna Hloubětín.